# 下小川站

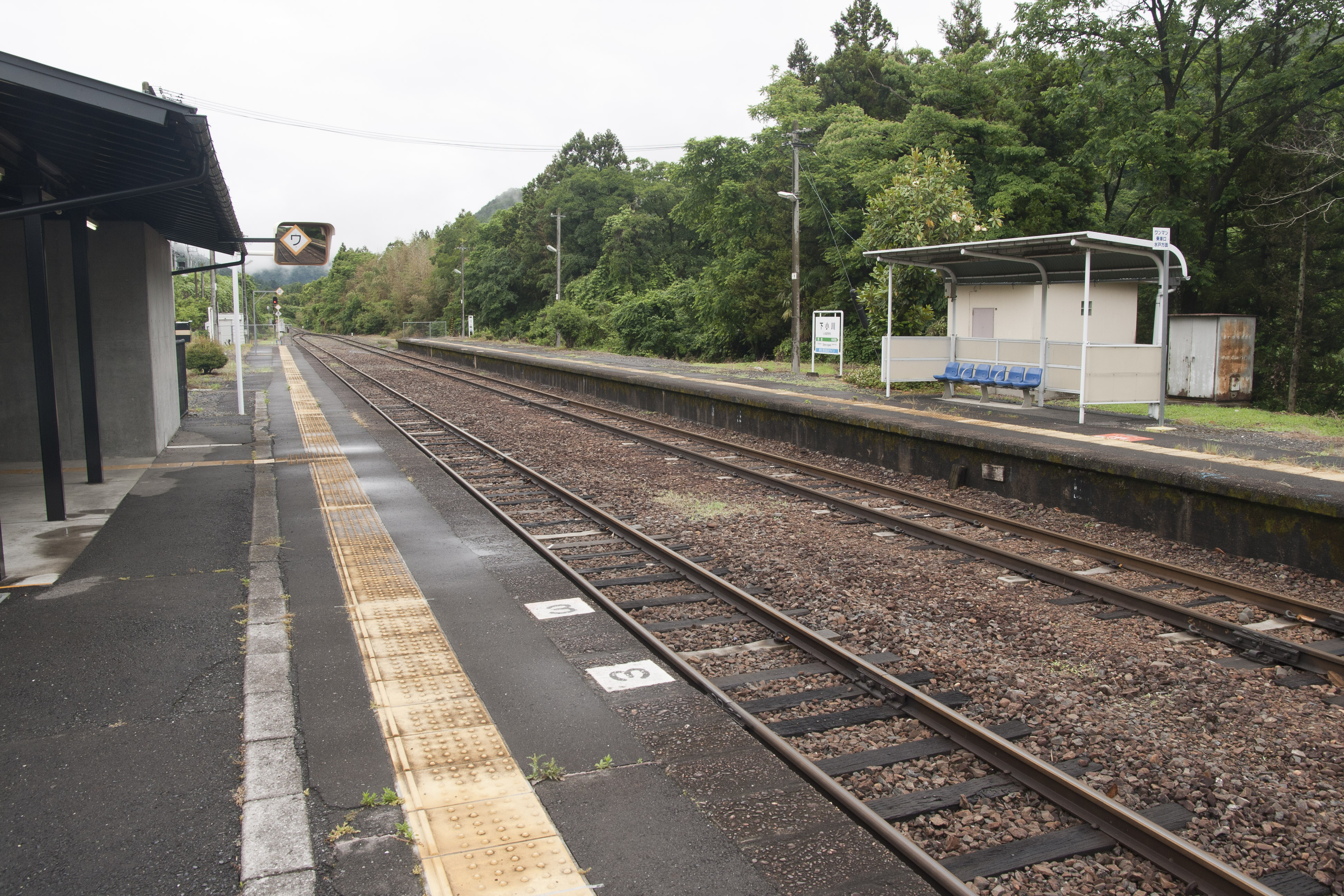
下行月台（2016年6月）

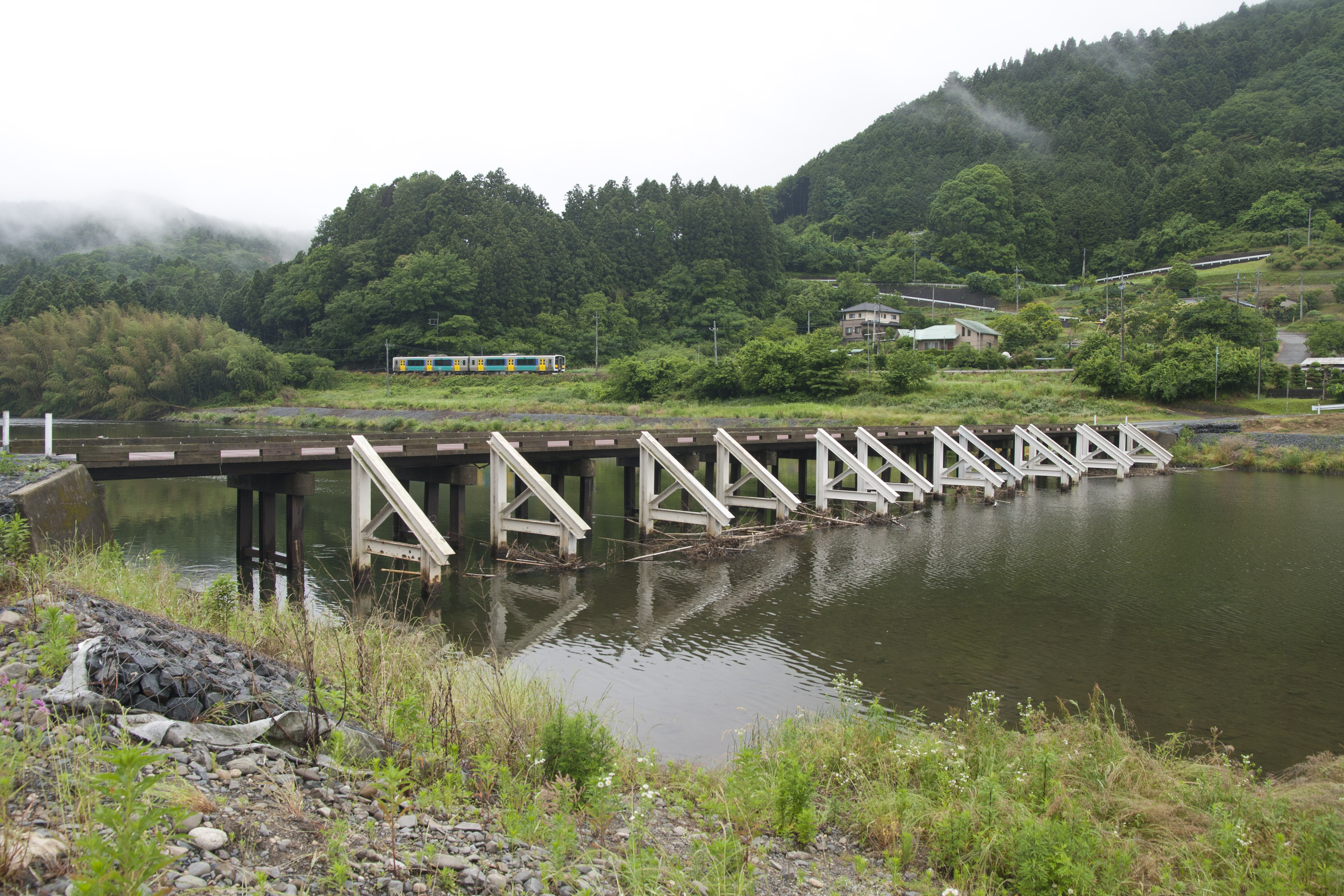
在車站附近的久慈川平山橋。以漫水橋而得名。

下小川站（日语：／ Shimo-Ogawa eki */?）是位於茨城縣常陸大宮市盛金2358號，東日本旅客鐵道（JR東日本）的水郡線車站。

## 歷史
- 1925年（大正14年）8月15日：國有鐵道車站啟用[1]。
- 1962年（昭和37年）10月1日：結束貨物起卸業務。
- 1983年（昭和58年）6月1日：水郡線CTC化。此站成為無人車站。站內繼續設有列車交會設施。在個人商店中設有委托發售車票（簡易委託）。
- 1987年（昭和62年）4月1日：伴隨國鐵分割民營化，車站由東日本旅客鐵道（JR東日本）營運[2]。
- 1992年（平成4年）7月31日：終止簡易委託業務。
- 2004年（平成16年） - 車站大樓縮小，同時獲得鐵道建築協會獎（推薦）。

## 車站構造
此站是地面車站，設有2面2線的相對式月台。兩月台之間設有跨線橋連接。車站大樓與道路之間沒有梯級差。此站是由常陸大子站管理的無人車站。

### 月台
| 月台         | 路線    | 上下行 | 方向               |
| ------------ | ------- | ------ | ------------------ |
| 車站大樓一方 | ■水郡線 | 下行   | 常陸大子、郡山方向 |
| 車站大樓對面 | ■水郡線 | 上行   | 水戶方向           |

參考
在旅客資訊上沒有編排月台編號。

## 車站周邊
- 常陸大宮市立盛金小學
- 盛金簡易郵局
- 常陸大宮市家和樂運動公園
- 國道118號（日语：国道118号）
- 久慈川

## 相鄰車站
東日本旅客鐵道（JR東日本）
■水郡線
中舟生－下小川－西金

## 注腳
1. ↑  「鉄道省告示第149号」『官報』1925年8月10日（國立國會圖書館數碼化收藏）
2. ↑  『交通年鑑 昭和63年版』 交通協力會，1988年3月。
3. ↑  JR東日本:駅構内図 （页面存档备份，存于）（日語）

## 外部連結
- 車站資訊（下小川）：東日本旅客鐵道（日語）